# 橘@ハム
橘@ハム（たちばなアットハム、1991年8月6日 - ）は、日本のAV女優。所属事務所はC-more ENTERTAINMENT。

## 略歴・人物
福島県出身。2018年9月REALよりデビュー。
趣味は生動画配信、煮物料理。特技はブリッジ。
芸名は、漢字一文字の苗字に憧れがあり「橘」、配信時のハンドルネームを一部残し「ハム」、配信者のような感じで「＠」が由来。
2011年3月終盤にニコニコ生放送開始。「ハム太郎」という名前で配信開始。AVデビュー後は「橘＠ハム」として配信。ニコ生超会議は「ハム太郎」として参加。
野球拳で一気にブレイク。ニコニコミュニティへの参加数が4000人になり、1週間後に8000人になった。以後、下着姿でラジオ体操などをし、刺激的な配信やコスプレ配信、他の生主とのコラボなどを配信し、AV女優として活動する前にコミュニティ参加人数が49,648人、累計入場者数が1,271,092人となった。
AV女優としても活動するがファンの大半は配信観閲者だという。AVデビュー以後も福島県在住。AV出演の動機は、いろんな現場に行っていろんなことを知りたかったから。
2018年8月から SOD女子社員酒場に参加。(不定期)
2019年2月 月刊FANZA4月号 「このAV女優がすごい！2018冬」ライターと一般ユーザー総合結果で新人部門 第6位を獲得。
2019年以降はキャットファイトにも出場する。
2019年6月からSyain Bar SOD女子社員に参加。(不定期)
2019年9月、『月刊FANZA』10月号「このAV女優がすごい！2019夏」一般ユーザー投票で総合と新人 両部門第二位を獲得。
2019年12月発売作品『SSS TITLE MATCH 最強決定戦 VOL.04』にて、SSSGP第8代王者になる。
2021年7月31日、引退。 橘＠ハムからハム太郎に戻し、TwitterプロフィールからAV女優に関する記載が消去された。
2021年8月2日、所属女優紹介欄からも消えた。

## 出演作品

### アダルトDVD
2018年
- ハムハムAVデビューなのだ1st生配信で生本番！某生動画配信サイトの人気者橘@ハムちゃん（9月14日、ケイ・エム・プロデュース）
- 女が女を襲う！女監督ハルナのレズ痴漢バス case.05(12月19日 レズれ！) ＊エキストラ

2019年
- ハムハメ感謝祭なのだ2nd リスナー参加でブッカケ＆大乱交！ 橘@ハム（1月25日、ケイ・エム・プロデュース）
- ＃なまなま個人撮影スマホ撮り 【ど素人】カップルいちゃいちゃムービー4組 NAMANAMA05 (2月1日、プレステージ)
- 見習い捜査官スパンキングOUT 橘@ハム（3月7日、シネマジック）
- 特殊性癖者が集うSM出会い系掲示板で出会った人妻熟女たち（4月7日、シネマジック）
- 服を着たままオシッコ浴びたい（4月20日、レイディックス）
- パーツ別顔面発射 橘@ハム（4月20日、レイディックス）
- カーテン1枚の中の密室 試着室でこっそり犯されるアパレル店員（5月31日、ケイ・エム・プロデュース）
- オナホフェラ（6月1日、OFFICE K’S）
- キスで感ずる女たち（6月1日、OFFICE K’S））
- 【投稿】素人カップルのハメ撮り【個人撮影】♯なまなま個人撮影スマホ撮りBEST 01 (12月20日)

### アダルトVR
2018年
- 【VR】初VR！リアル人気生主ハムのナマ配信ナマ中出しVR SEX 橘@ハム（9月26日、ケイ・エム・プロデュース）

2019年
- 【VR】女子校生を盗撮し続けるVR（3) (3月30日、ステルス) 無記名
- 【VR】女子校生を盗撮し続けるVR (8) (5月10日、ステルス) 無記名

2021年
- 淫乱妻の誘惑見せつけ指オナニー(8月18日、OFFICE K’S VR)

### インターネット動画
2018年
- 【初撮り】ネットでAV応募→AV体験撮影 758（09月17日、シロウトTV）
- 【個人撮影】アキ/26歳/(10月01日 、なまなま.net)
- ラグジュTV 1011（10月12日、ラグジュTV）

2020年
- センズリ.jp 橘（1月9日、センズリ.jp）

### オリジナルビデオ
2019年
- 真戦国女子プロレス 巻之二 橘＠ハムvs 空見真実 (7月5日、スーパーソニックサテライツ)
- BWP インタージェンダー男勝ち Vol.11 (8月2日、バトル）
- 完全決着部屋4（8月2日、バトルマニアネットワーク）
- BWP05 開催記念スペシャルマッチ 橘@ハムvs篠崎みお（8月30日、バトル）
- Fetish全身タイツ01 (9月13日、XedNAPS) *無記名
- BWP05 日米交流戦 (10月4日、バトル)
- 風船フェチズム02 (10月18日、Master Ballon)
- 総合格闘技ミックスファイト女勝ち01(10月18日、バトル)
- BWP シークレット興行 02（10月25日、バトル)
- BWP NEXT03 開催記念スペシャルマッチ　橘@ハムvs NIMO (11月1日、バトル)
- BWP NEXT03 (11月22日、バトル)
- 団体対抗戦Vol.07 SSS vs BWP 橘@ハム vs 皆月ひかる (11月22日、バトル)
- SSS TITLE MATCH 最強決定戦 VOL.04 (12月20日 、スーパーソニックサテライツ)
- 格闘男虐め 太股締め技編 2 (12月27日、格闘ゾーンJAPAN)
- 格闘男虐め ボクシング編 1 (12月27日、格闘ゾーンJAPAN)
- 首絞めマニア01 (12月29日、Lonely Strangler) ＊無記名
- Fetish全身タイツ06 (12月31日、XedNAPS) ＊無記名

2020年
- バトル ファンミーティング開催記念 スペシャルMIX男女混合タッグマッチ YUE&橘@ハム組VS男子レスラー組(1月31日、バトル)
- 格闘女虐め 強制股裂き技編 2 (1月31日、格闘ゾーンJAPAN)
- BWP06 バトルワールドプロレスリング06 (1月31日、バトル)
- 妄想女子ボクシング改 Vol.02 (3月6日 SUPER SONIC SATELLITES)
- 男女混合失神マッチ 男勝ち6 (3月13日 、格闘ゾーンJAPAN)
- 競泳水着TRIP 9 (3月20日、Another Project) *無記名
- バトルワールドプロボクシング01 (4月24日、バトル) 
- 2020GW到来記念スペシャルマッチ 川崎亜里沙vs橘@ハム (5月1日、バトル)
- Fetish全身タイツ10 (5月8日、XedNAPS) *無記名
- DULT SPORTS EXPO(開会式～予選) どきッ女だらけのエロリンファイト！ 勝てば天国！負ければ小向美奈子のお仕置き地獄！（5月26日、CPE）
- FEMBOXMANIA SPECIAL Vol.01 (5月29日、SUPER SONIC SATELLITES)
- PRO-STYLE THE BEST Ⅶ (7月24日、バトル)
- ADULT SORTS EXPO2020 どきッ 女だらけのエロリンファイト1回戦－3Days1日目 格闘家がバナナを咥えたら(8月11日、CPE)
- ADULT SORTS EXPO2020 どきッ 女だらけのエロリンファイト1回戦－3Days2日目 奥様の目の前で乱交見せつけ リアル夫婦寝取られマッチ(8月11日、CPE)
- ADULT SORTS EXPO2020 どきッ 女だらけのエロリンファイト1回戦－3Days3日目 公開強制ガチオ○ニー勃発(8月11日、CPE)
- BWP 07 開催記念スペシャルマッチ 橘@ハム vs ひなた澪 (8月14日、バトル)
- BWP NEXT04 (9月4日、バトル)
- PRO-STYLE THE BEST Ⅹ(TEN) (9月4日、バトル)
- 風船エロス娘02 (9月18日、Master Ballon)
- BWP07 バトル ワールド プロレスリング (9月25日、バトル)
- BWP シークレット興行03 (10月30日、バトル)
- バトルワールドプロボクシング02 (10月30日、バトル)
- 彼女とプライベートでエロプロレス01(11月20日、バトル)
- プロレズリング Special Vol.13 (11月20日、バトル)
- 男女混合失神マッチ女勝ち 2 (12月18日、格闘ゾーンJAPAN)
- チェーンデスマッチ女子プロレス02 (12月18日、バトル)
- MIXプロレス・カップル対決1 (12月25日、盛岡映像企画)

2021年
- 新被虐系女子プロレス03 (1月15日、バトル)
- 男虐め 新グローブで殴られたい男 (1月22日、格闘ゾーンJAPAN )
- BWP06 バトルワールドプロレスリング08 (2月5日、バトル)
- バトルファッカープロレスリング01 (2月5日、バトル)
- セクシー女子ボクシング03 (2月12日、ボトル)
- 相撲女03 (2月26日、格闘ゾーンJAPAN )
- 競泳水着倒錯世界 01 (2月26日、Another Project )
- セクシー女子相撲 01 (3月5日、バトル)
- CPEキャットファイトPresents キャットファイト大忘年会祭り2020 コロナ禍、極寒 女の本気爆発の日 2020年12月30日(水)at/埼玉県MAGIC BOX大会(4月6日)
- CPEキャットファイト - 月刊！着エロスマッシュ！大量連続射精！大ハプニング！！2021年3月28日(日)SOD本社大会収録(10月26日、CPE)

## 出演

### ラジオ
- うかんむり( 2018年9月6日 FMさがみ）ゲスト

### インターネット
- AV淫タビュー 全3回 (2018年 YouTube) ＊年齢制限あり
- SOKMIL VIDEO (2018年9月14日 YouTube) インタビュー2本
- トイズハートプレゼンツ「ハートの部屋（仮）」第43回 ゲスト (2018年10月29日 ニコニコ生放送)
- 【橘＠ハム】REALイベント(2019年2月17日 ラムタラMEDIA WORLD AKIBA YouTube)イベント終了後の挨拶
- YOUTUBE 01ボクシング興行02インタビュー(2020年10月30日) BWPボクシング02興行の裏話 独占インタビュー

### イベント
- 個人撮影会 (2018年6月30日 POTO STUDIO JASMINE)
- REAL サイン会 (2019年2月17日)
- 女子プロレス興行BWP05 日米交流戦(2019年8月24日)
- 女子プロレス興行BWP NEXT03(2019年10月26日)
- 女子プロレス興行BWP06 (2019年12月14日)
- ADULT SPORTS EXPO(2019年12月29日)
- BWP ボクシング01 (2020年3月7日)
- CPE Presents ADULT SPORTS EXPO2020(1回戦) (2020年3月19日～2020年3月21日)
- BWP NEXT04 (2020年7月24日)
- BWP07 BATTL生誕祭記念興行(2020年8月29日)
- BWP ボクシング02興行(2020年9月26日)
- BWP コンタクト (2020年11月14)
- BWP08 聖戦2020 (2020年12月12日)
- CPEキャットファイトPresents キャットファイト忘年会祭り (2020年12月30日)
- CPEキャットファイト旗揚げ20周年アニバーサリー 月刊！着エロスマッシュ！Vol.1 (2021年3月28日)

## 書籍・その他

### 雑誌
2018年
- 月刊 FANZA 2018年10月号（8月22日、ジーオーティー) インタビュー
- ベストDVDスーパーライブ 2018年10月号(9月6日、ブレインハウス)
- ベストDVDスーパーライブ 2018年11月号 (10月6日、ブレインハウス) 
- 極上素人DX 2018年 12 月号 (10月19日、三和出版) インタビュー
- 週刊 プレイボーイ 2018年12月24日号 (12月10日、集英社)

2019年
- エキサイティングマックス 2019年03月号 (1月26日、楽楽出版)
- ベストDVDスーパーライブ 2019年03月号 (2月6日、ブレインハウス)
- 月刊 FANZA 2019年04月号（2月22日、ジーオーティー）
- 月刊 FANZA 2019年07月号 (5月22日、ジーオーティー）
- リアル人妻30 2019年07月号 (6月1日、 メディアソフト) ＊人妻 橘29歳 付録DVD[刺激のある夫婦関係を求め！！]
- 月刊 FANZA 2019年09月号 (7月22日、ジーオーティー）
- 月刊 FANZA 2019年10月号 (8月22日、ジーオーティー）
- 月刊 FANZA 2020年01月号 (11月22日、ジーオーティー）インタビュー

### 新書
2019年
- Selfies - セルフィーズ - vol.1 (8月23日、日本の女性たち) ISBN 978-4-909852-02-1

### ネット記事
- 大物ニコ生美女のＡＶデビュー作を入手！(2018年08月01日 東スポweb) 
- 【サンスポ連動AV女優の秘密】 橘＠ハムちゃんがAVに出て驚いたこと(2018年9月4日 快活60)、インタビュー
- 【トイズハートニコ生放送再現レポート】(2018年10月31日 デラべっぴんR)、レポート
- 【人気ニコ生主AV女優 橘@ハムインタビュー】前編 (2018年12月18日 デラべっぴんR)、インタビュー
- 【人気ニコ生主AV女優 橘@ハムインタビュー】後編 (2018年12月19日 デラべっぴんR)、インタビュー
- 【アイドルＳＥＸＹ列伝】「カメ止め」出演後にＤＶＤ高騰！秋山ゆずき　某生放送の生主（ナマヌシ）橘＠ハム(2019年1月10日 zakzak)
- 歌舞伎町でキャットファイト！三代目葵マリーの画像たっぷり80枚イベントレポート(2020年1月31日 FANZAニュース)レポート